# Bradypodion carpenteri
Bradypodion carpenteri este o specie de cameleoni din genul Bradypodion, familia Chamaeleonidae, descrisă de William Kitchen Parker în anul 1929. Conform Catalogue of Life specia Bradypodion carpenteri nu are subspecii cunoscute.